# Simon von Stampfer

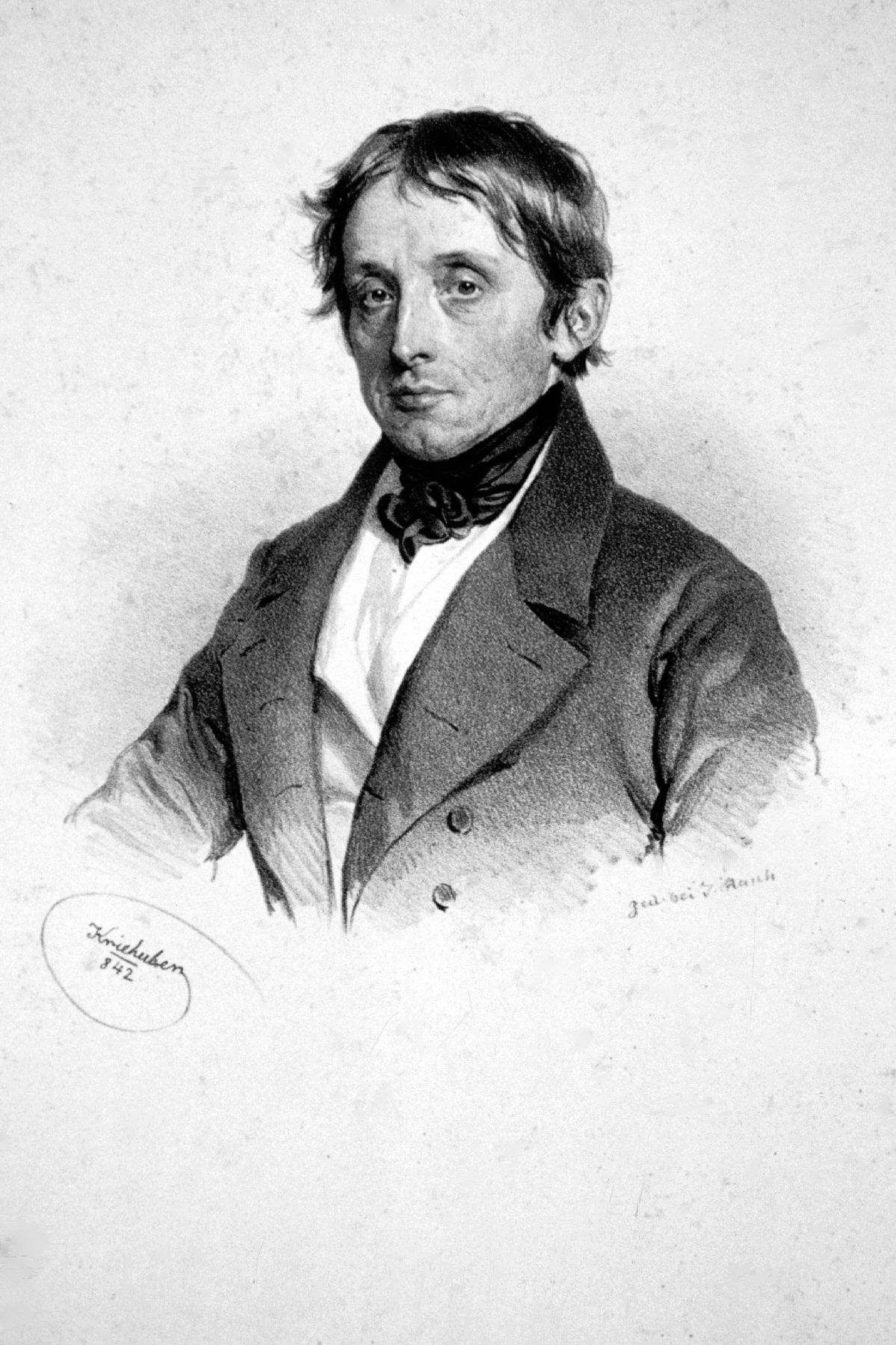
Simon Stampfer, Lithograph của Josef Kriehuber, 1842

Simon Ritter von Stampfer (26 tháng 10 năm 1792 (1790 theo các nguồn khác)), ở Windisch-Mattrai, Tổng giám mục của Salzburg ngày nay được gọi là Matrei ở Osttirol, Tyrol – ngày 10 tháng 11 năm 1864 tại Vienna) là một nhà toán học, nhà khảo sát và nhà phát minh người Áo. Phát minh nổi tiếng nhất của ông là đĩa quang nổi được khẳng định là thiết bị đầu tiên hiển thị hình ảnh chuyển động. Hầu như đồng thời các thiết bị tương tự cũng được sản xuất độc lập ở Bỉ (phenakistiskop) và Anh (Dædaleum, nhiều năm sau đó xuất hiện với tên gọi Zoetrope).

## Tiểu sử

### Tuổi trẻ và giáo dục
Simon Ritter von Stampfer sinh ra ở Matrei ở Osttirol, và là con trai đầu của Bartlmä Stampfer, một thợ dệt. Từ năm 1801, ông theo học tại trường địa phương và đến năm 1804, ông chuyển đến Nhà thi đấu Phanxicô ở Lienz, nơi ông theo học cho đến năm 1807. Từ đó, ông đến Lyceum ở Salzburg, để nghiên cứu triết học, tuy nhiên ông không được đánh giá.
Năm 1814 tại München, ông đã vượt qua kỳ thi cấp tiểu bang và nộp đơn vào đó làm giáo viên. Tuy nhiên, ông đã chọn ở lại Salzburg, nơi ông là trợ lý giáo viên dạy toán, lịch sử tự nhiên, vật lý và tiếng Hy Lạp tại trường trung học. Sau đó, ông chuyển đến Lyceum, nơi ông dạy toán tiểu học, vật lý và toán học ứng dụng. Năm 1819 ông cũng được bổ nhiệm làm giáo sư. Trong thời gian rảnh rỗi, ông thực hiện các phép đo trắc địa, quan sát thiên văn, thí nghiệm về tốc độ lan truyền của âm thanh ở các độ cao khác nhau và các phép đo bằng phong vũ biểu. Người ta thường thấy Stampfer ở Tu viện Benedictine của Kremsmünster, nơi có sẵn rất nhiều thiết bị thiên văn.
Năm 1822, von Stampfer kết hôn với Johanna Wagner. Họ có một con gái vào năm 1824 (Maria Aloysia Johanna) và năm 1825 một con trai (Anton Josef Simon).